# Djibouti aux Jeux olympiques d'été de 1988
Djibouti participe aux Jeux olympiques d'été de 1988 à Séoul en Corée du Sud du 17 septembre au 2 octobre 1988. Il s'agit de sa 2e participation à des Jeux olympiques d'été.
La délégation djiboutienne compte 6 sportifs (dont aucune femme).

## Liste des médaillés djiboutiens

### Médailles d'or
| Sport              | Discipline | Sportifs | Performance |
| Médailles d'or : 0 |            |          |             |

### Médailles d'argent
| Sport                  | Discipline | Sportifs | Performance |
| Médailles d'argent : 0 |            |          |             |

### Médailles de bronze
| Sport                   | Discipline | Sportifs            | Performance    |
| Médailles de bronze : 1 |            |                     |                |
| Athlétisme              | Marathon   | Hussein Ahmed Saleh | 2h 10 min 59 s |

## Sources
- (en) « Djibouti at the 1988 Seoul Summer Games », sur sports-reference.com.